# Straight acting
Straight acting (от англ. straight — «прямой», гетеросексуал и acting — поведение, актёрское искусство) — термин, используемый для описания поведения мужчин, которые, имея сексуальные контакты с представителями своего пола, стремятся выглядеть и вести себя так, чтобы производить «гетеросексуальное впечатление». Маскулинность часто является желаемым качеством при поиске будущего партнёра (что часто можно видеть в анкетах на сайтах знакомств). Согласно некоторым исследованиям, большинство геев предпочитают маскулинных партнёров и только 9,2 % — женственных.

## Описание
Феномен straight acting связан со стремлением подражать «поведению по мужскому типу» и вызван явлением «гегемонной маскулинности». Такая идеология нередко связана с презрительным отношением к стереотипным гомосексуалам, например к фемининным геям. Некоторые геи, испытывая неприязнь к манерным женственным геям, пытаются отгородиться от них, создавая образ мужественного гея, которого сложно отличить от гетеросексуального мужчины. Иногда подобная неприязнь выливается во враждебность по отношению к гомосексуалам, попадающим под бытующие в обществе клише — женственным, интересующимся модой, постоянно посещающим ночные клубы или имеющим повышенную сексуальную активность.
В гей-среде существуют целые субкультуры, культивирующие гипермаскулинность — например, так называемые «медведи». Кроме того, существуют и другие группы внутри ЛГБТ, не вписывающиеся в существующие стереотипы, например гей-скинхеды. Особняком от ЛГБТ вообще предпочитают держаться представители субкультуры «g0y», категорически отказывающиеся причислять себя к ЛГБТ, имея при этом однополые сексуальные контакты, исключающие анальный секс. Некоторые мужчины предпочитают называть себя гетерофлексами — гетеросексуалами, которые иногда могут иметь гомосексуальные контакты.